# خط راه‌آهن تازارا
خط راه‌آهن تازارا (انگلیسی: TAZARA Railway) یک خط راه‌آهن در شرق آفریقا است که از شهر دارالسلام, تانزانیا شروع و در شهر کاپیری امپوشی، زامبیا به پایان می‌رسد.
این راه‌آهن که در سال ۱۹۷۵ توسط دولت کشوهای تانزانیا، زامبیا و چین راه‌اندازی شده ۱٬۸۶۰ کیلومتر طول دارد و کشور محصور در خشکی زامبیا را از طریق خاک کشور تانزانیا به اقیانوس هند متصل کرده است.

## نگارخانه

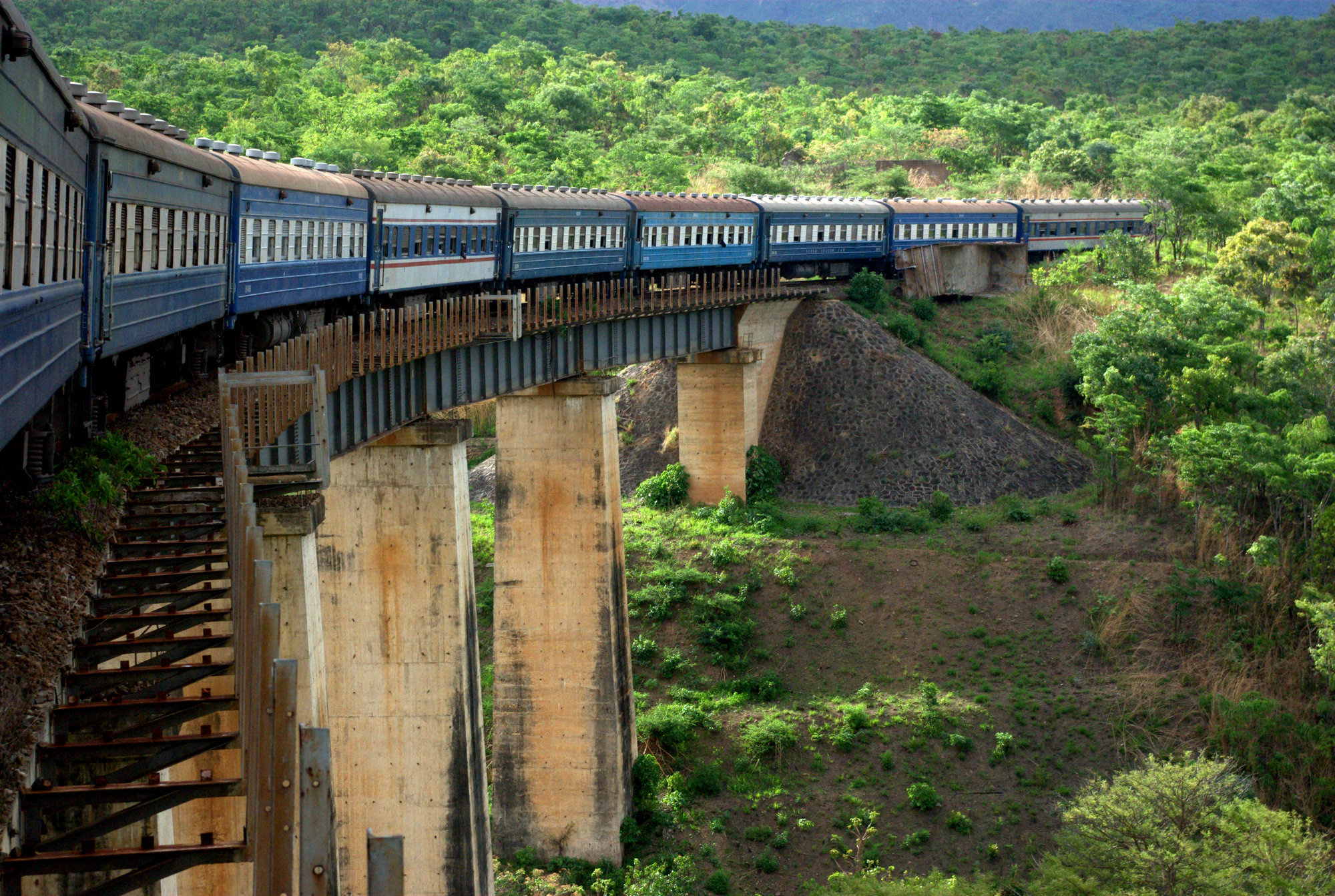
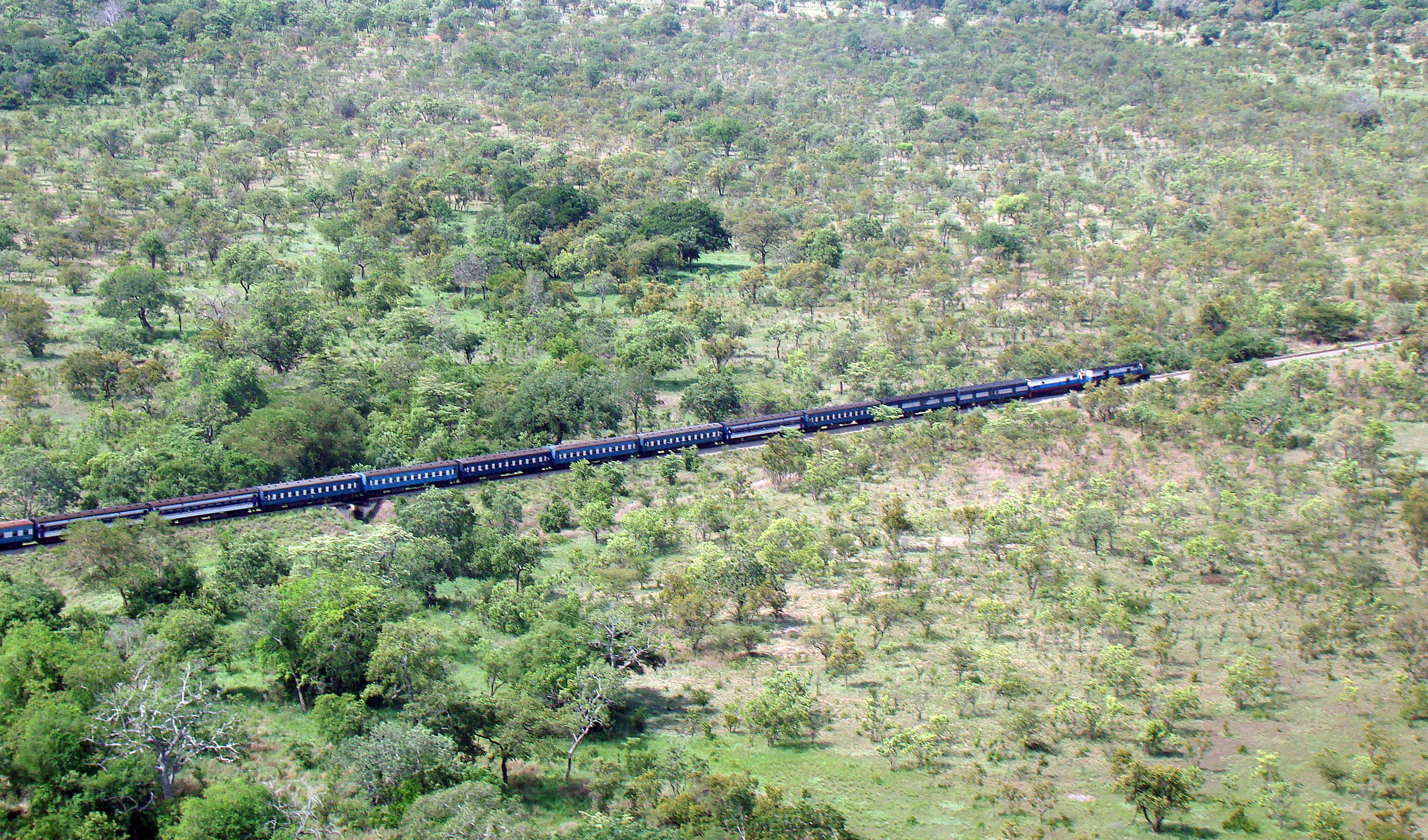
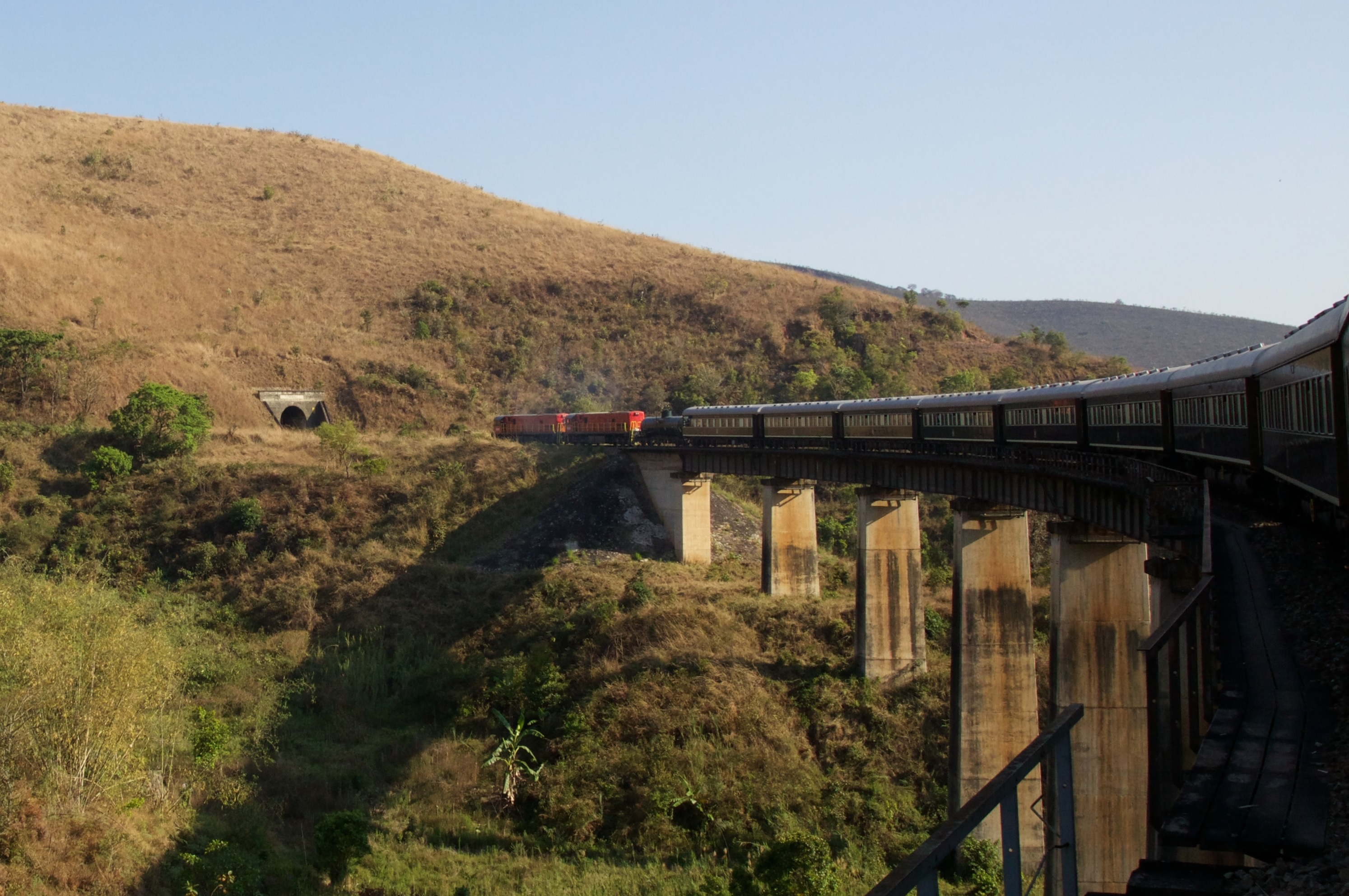
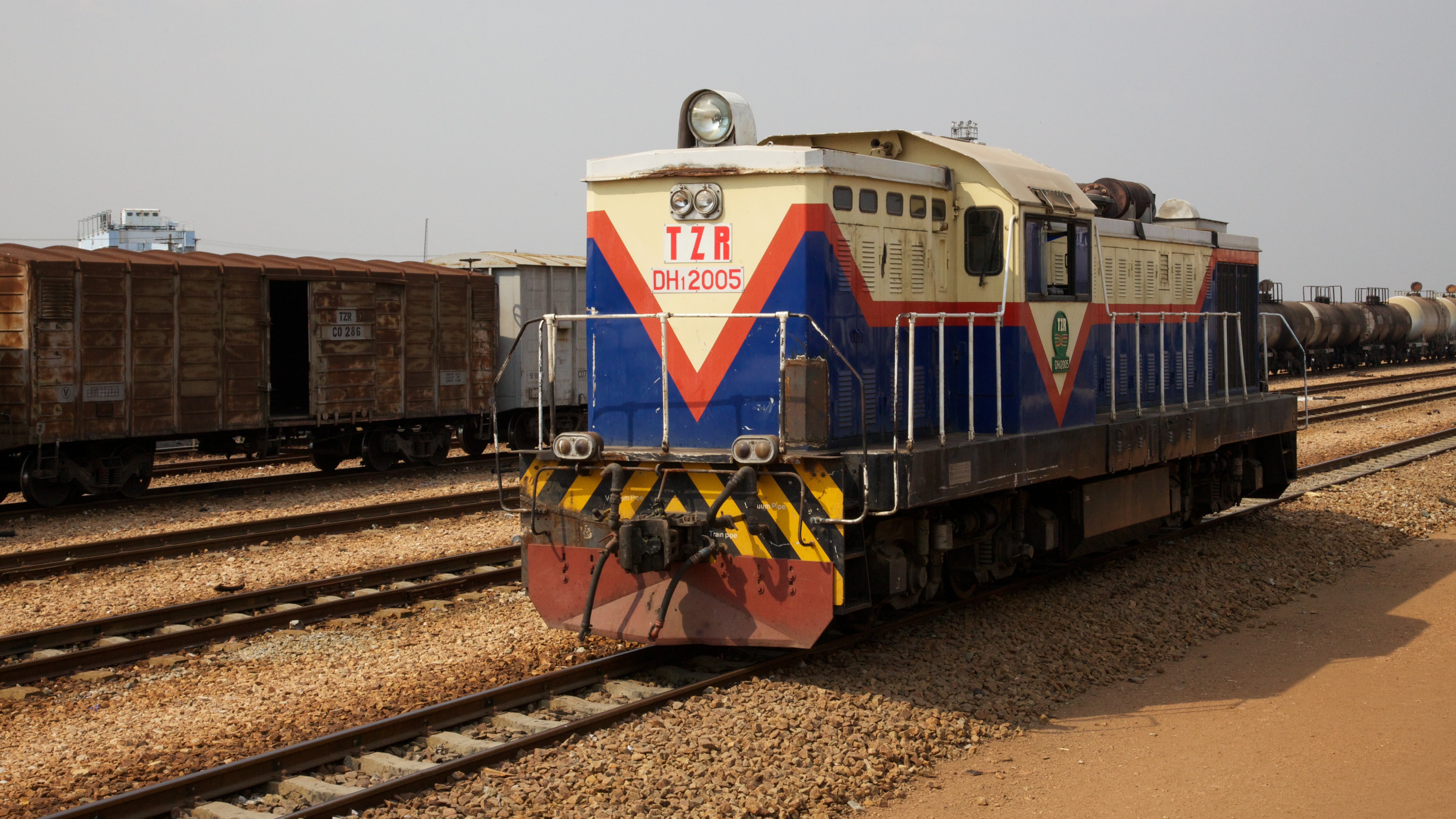
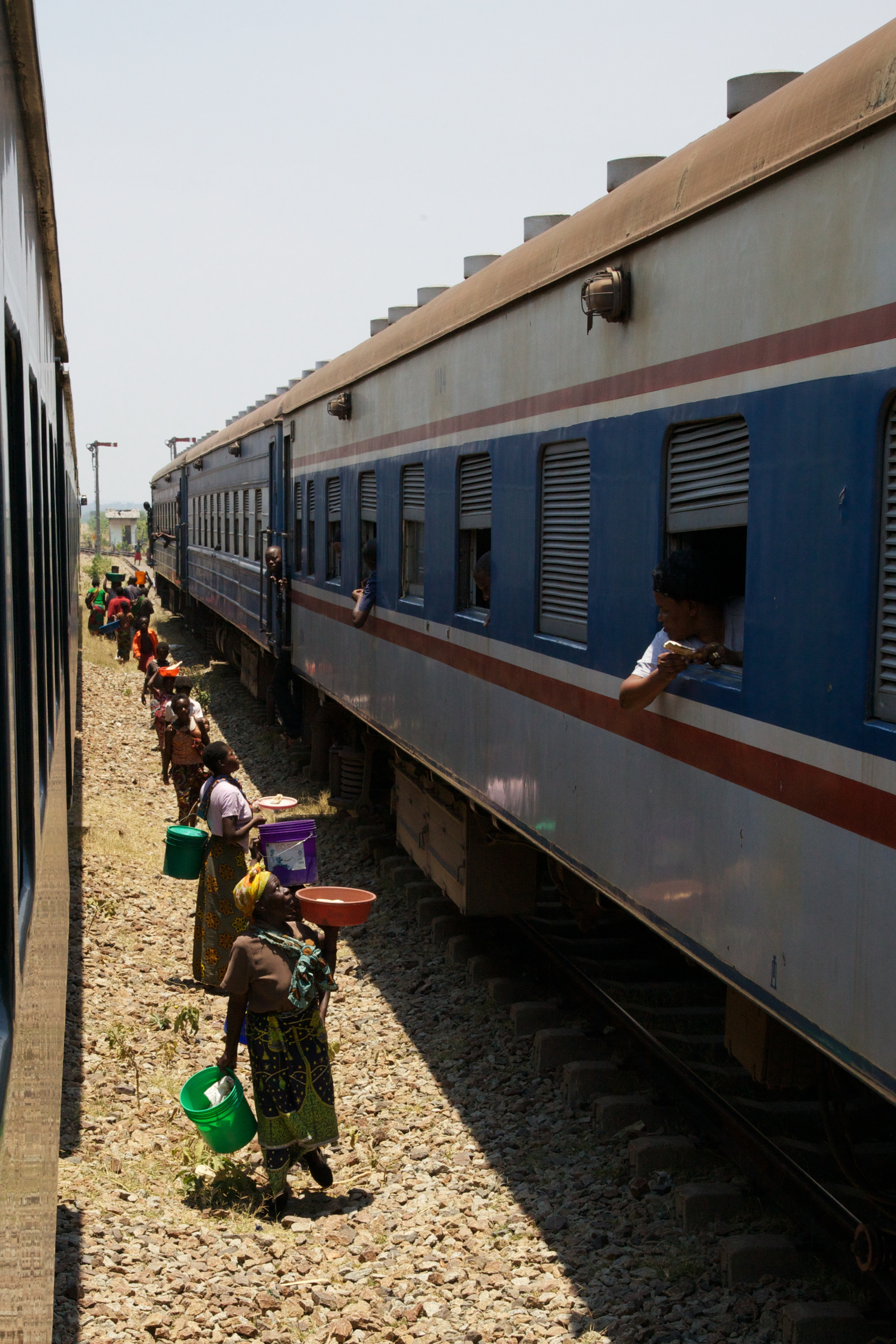
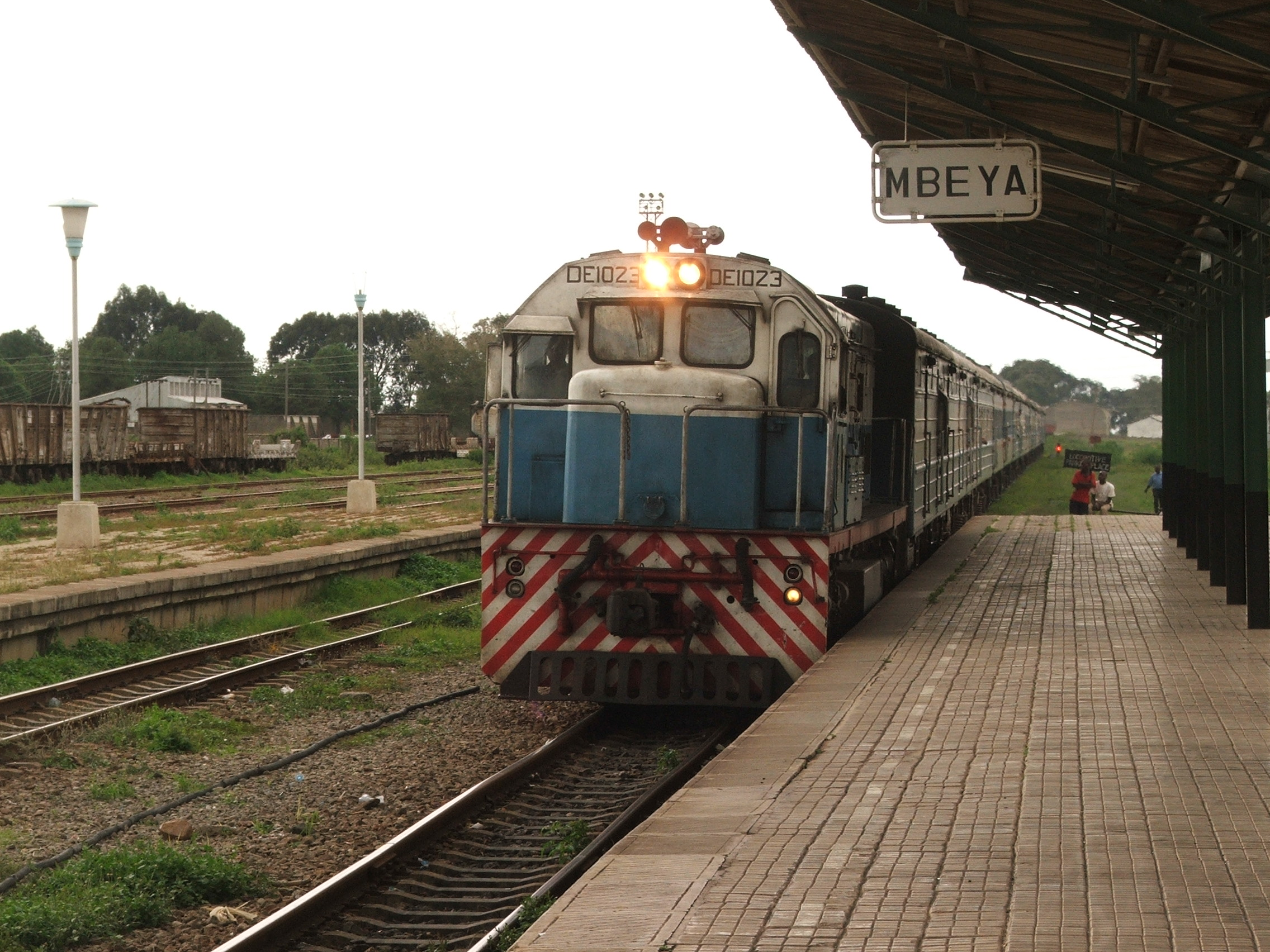
قطار در امبیا
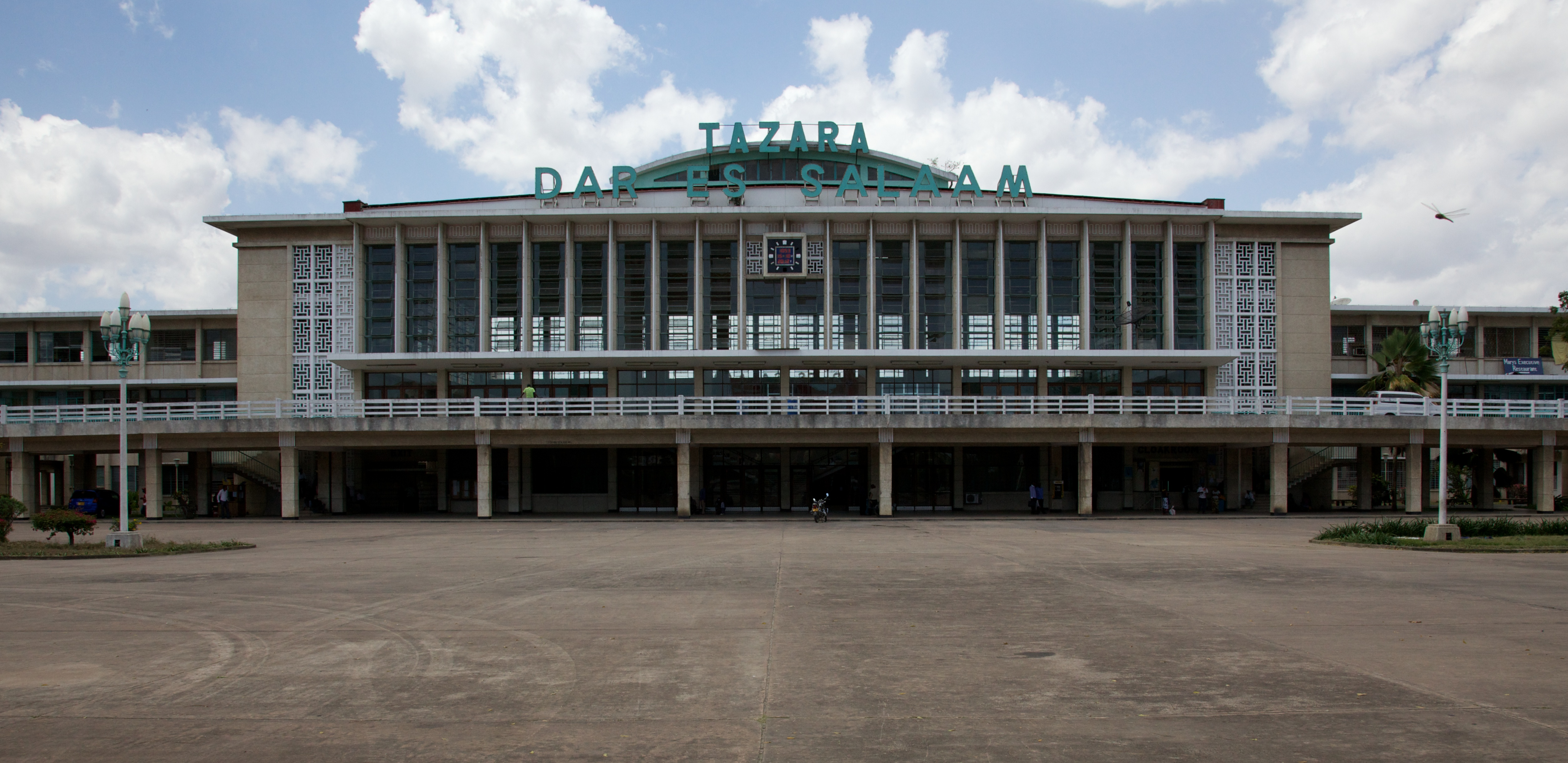
ایستگاه دارالسلام
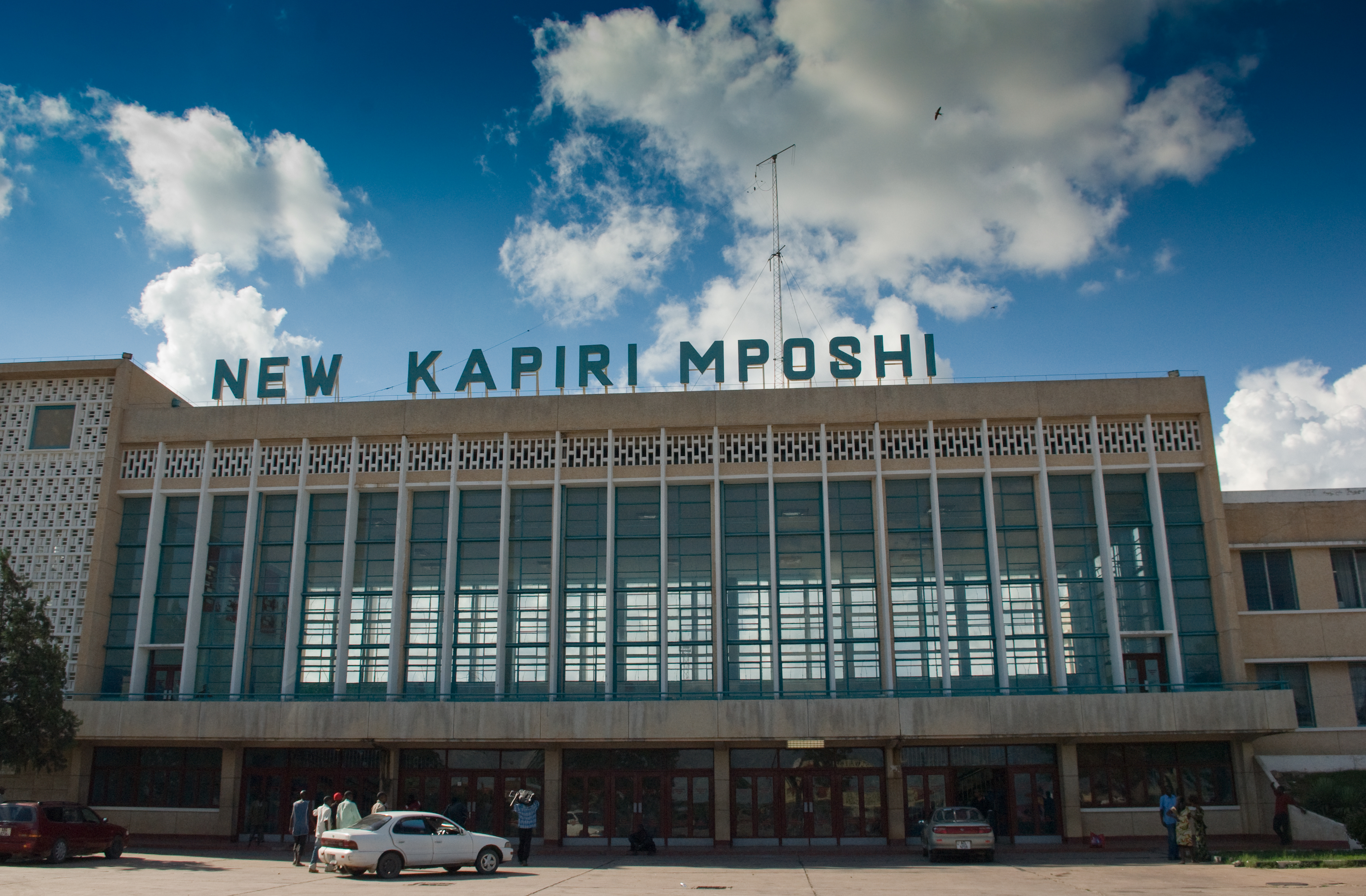
ایستگاه جدید کاپیری امپوشی
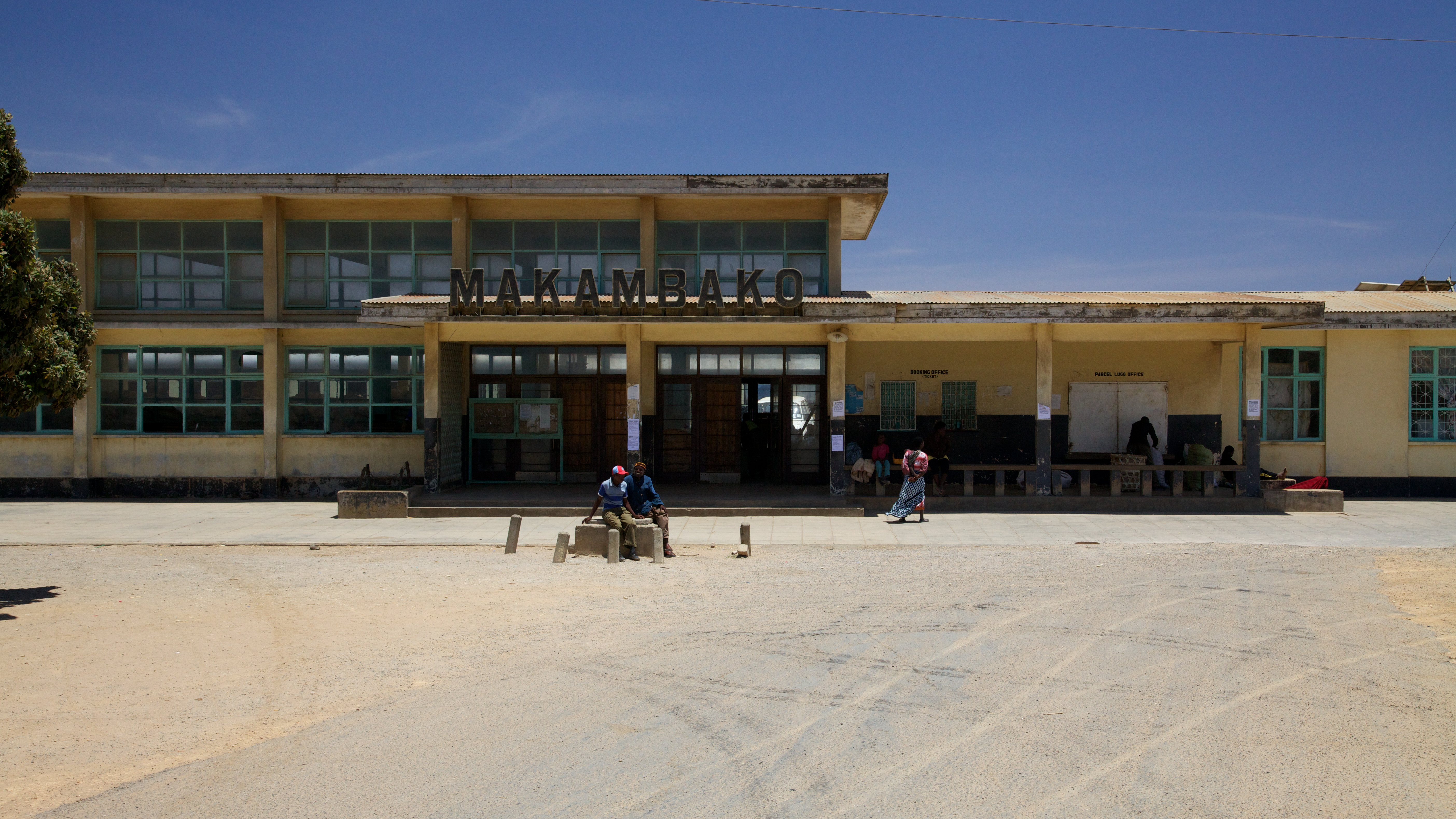
ایستگاه ماکامباکو
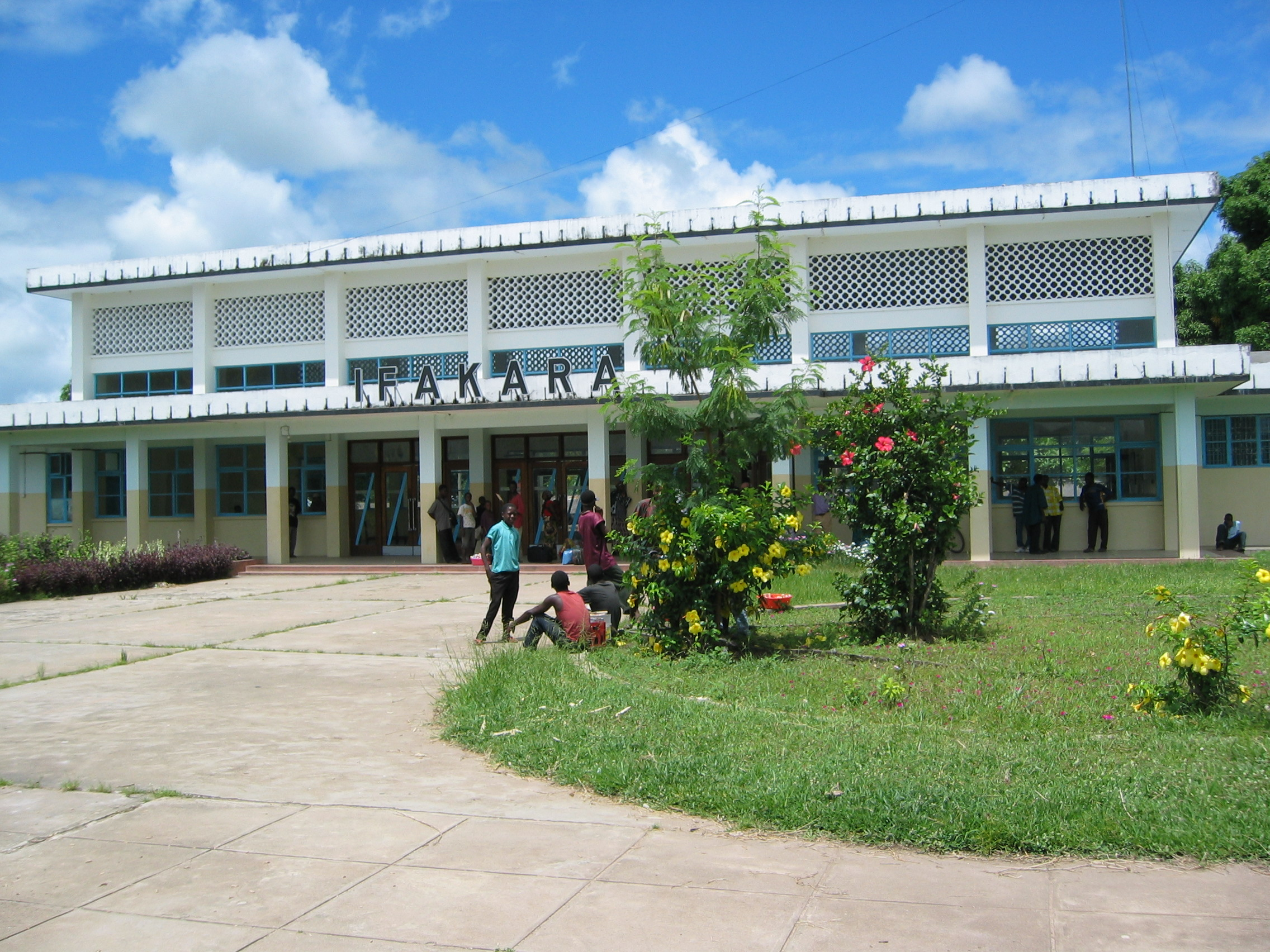
ایستگاه ایفاکارا